# مايرون إتش برايت
مايرون إتش برايت (بالإنجليزية: Myron H. Bright)‏ هو قاضي وضابط أمريكي، ولد في 5 مارس 1919 في إفيليث في الولايات المتحدة، وتوفي في 12 ديسمبر 2016 في فارغو في الولايات المتحدة.

## وصلات خارجية
- مايرون إتش برايت على موقع إن إن دي بي (الإنجليزية)